# جان أيشلبيرغر إيفي
جان أيشلبيرغر إيفي (بالإنجليزية: Jean Eichelberger Ivey)‏ هي ملحنة أمريكية، ولدت في 3 يوليو 1923 في واشنطن العاصمة في الولايات المتحدة، وتوفيت في 2 مايو 2010.

## وصلات خارجية
- جان أيشلبيرغر إيفي على موقع ميوزك برينز (الإنجليزية)
- جان أيشلبيرغر إيفي على موقع ديسكوغز (الإنجليزية)